# Leocadio Vizcarrondo
Leocadio Vizcarrondo Delgado (* 9. Dezember 1906 in Juncos; † 15. November 1993 in Bayamón) war ein puerto-ricanischer Musiker, Arrangeur und Komponist.
Vizcarrondo wuchs in San Juan auf und gründete dort Anfang der 1930er Jahre mit Pompillo Rodríguez (Pompo) und Guillermo Ayala (Piliche) das Trío Puerto Rico, das durch die Sänger Isabelo Rivera, Felix Castrillón und Ernestico ergänzt wurde. Später erweiterte er es um die Musiker Juanchín Ramírez, Emilio Fuentes, Fernando Pizarro und Nicolás Fuentes zum Septeto Puerto Rico. Es war die erste puerto-ricanische Gruppe, die einen Vertrag bei RCA Victor erhielt, wo sie sieben Jahre in Folge Alben veröffentlichte.
1936 trennte sich Vizcarrondo vom Septeto Puerto Rico und wurde, gemeinsam mit Isabelo Rivera, Mitglied von Ladislao Martínez’ (Ladí) Conjunto Ladí. Als Martínez nach New York ging, übernahm er die Gruppe, die nun Industria Navidad hieß und schließlich – besetzt mit Arturo Avilés (Cuatro), Manuel Velázquez (Bassgitarre und Schlagzeug), Isabelo Rivera und ihm selbst als Sänger – als Leocadio Vizcarrondo y su Conjunto auftrat.
Für die Gruppe schrieben u. a. die Komponisten Rafael Hernández Marín und Pedro Flores, Ladislao Martínez und Felipe Rosario Goyco (Don Felo). Vizcarrondo selbst komponierte Stücke wie Meditación, Corazón ten Valor, Ven, Sin un Amor, Mis Sueños, Equivocación und Te Llamo.